# Кияшки
Кия́шки — село в Україні, у Горішньоплавнівській міській громаді Кременчуцького району Полтавської області. Населення становить 686 осіб.

## Географія
Село Кияшки знаходиться на лівому березі річки Псел, вище за течією на відстані 1,5 км розташоване село Кузьменки, нижче за течією на відстані 0,5 км розташоване село Дмитрівка, на протилежному березі — село Щербаки (Кременчуцький район). Річка в цьому місці звивиста, утворює лимани, стариці і заболочені озера. Поруч проходять автомобільна дорога М22 (E584) і залізниця, станція Потоки.

## Походження назви
Кияшки — зменшене від киях — китиця, качан кукурудзи або волоть проса.

## Історія
На прилеглих територіях - курганна група за 1,05 км на південний захід від залізничної станції Потоки та 0,4 км на північ від пришосейної частини с. Дмитрівка, безпосередньо справа від шосе мм. Полтава – Кременчук та мосту авторозв’язки на м. Горішні Плавні. Найбільший курган оглядався І.М.Самойловським 1930 р., Г.О.Сидоренко 1972 р., Г.М.Некрасовою 1986 р., група обстежувалася К.М.Мироненком і О.Б.Супруненком у 2003 та 2008 рр. Займає підвищення на мису першої надзаплавної тераси лівого берега р. Псел, висотою 1,5 м над сучасним рівнем ріки. Висота великого кургану – 3,4 м, діаметр – 67 х 70 м. Висота меншого – 0,5 м, при діаметрі – 16 м. Обидва задерновані. На великому – ростуть дерева і кущі, встановлено більше 80 огорож могил XX – початку XXI ст. Більший курган – ландшафтна домінанта округи, добре помітний з шосе і мосту, щільно вкритий сучасними похованнями Потоківського кладовища. Менший – ще не зайнятий могилами.
Також розташований курган, який знаходится  у східній частині кутка Прядки, справа від шосе мм. Полтава – Кременчук. Обстежувався О.Б.Супруненком у 2005 та 2008 рр. Розташований на вершині помітного останцеподібного підвищення посеред забудови села, з абсолютною висотою 70,0 м, розміщеного з боку Прядківського болота – правого берега старого русла р. Рудька. Розміщується між садибами мешканців села, оточений городами і парканами. На ділянці край підніжжя насипу, його схилах з півдня і сходу, на сплощеній внаслідок влаштування тригопункту вершині знаходиться діюче сільське кладовище. Курган належить до числа досить значних насипів округи. Його висота – 4,2 м, діаметр – 60 х 65 м, абсолютна висота – 74,0 м. Задернований, поли поросли деревами.

## Пам'ятники
«Заплава  Псла» – ландшафтний заказник місцевого значення (природа). Розташований в околицях сіл Кузьменки і Кияшки, на території Комсомольського лісництва (кв. 20-22, 24, 27- 29, 58-60, 67-69). Знаходиться у віданні ДП «Кременчуцький лісгосп». Площа – 885 га. Охороняється згідно із рішенням Полтавської обласної ради від 04.09.1995 р. Зміна меж здійснена згідно з рішенням обласної ради від 06.09.2007 р. Заказник є природним комплексом лісових ділянок, лук, водойм на лівому березі в нижній частині заплави р. Псел. Найбільшу площу займають прибережно-водні та водні екосистеми, в яких зустрічаються наступні червонокнижні види: водяний горіх дніпровський, сальвінія плаваюча; з регіонально рідкісних – латаття біле. На мілководдях переважають угруповання рогозу вузьколистого, очерету звичайного, лепешняка великого, осоки загостреної, рідше – куги озерної, підмаренника болотяного, частухи подорожникової, м'яти водяної та ін. У травостої лісових ділянок зрідка трапляється рястка Буше, занесена до Червоної книги України, з регіонально рідкісних – проліска сибірська, конвалія звичайна. Найбільш флористично багатими є лучно-болотні ділянки, з домінуванням костриці лучної, лисохвосту тростинового, тонконогу болотяного, рутвиці блискучої, вероніки довголистої. Зустрічається пальчатокорінник м’ясо-червоний, занесений до Червоної книги України; валеріана висока, родовик лікарський – регіонально рідкісні види. Фауна наземних хребетних тварин налічує близько 200 видів. Орнітофауна заказника в гніздовий період нараховує близько 90 видів птахів. У період весняної та осінньої міграції – 120-130 видів, найчисленнішими серед яких є: гуски сіра та велика білолоба, крижень, погонич, лиска, мартин сизий та ін. Серед ссавців можна зустріти куницю лісову, ондатру, бобра, лисицю звичайну, свиню дику. Рептилії заказника належать до лісового (ящірка живородяча) та водноболотного (черепаха болотна, вуж звичайний і водяний) фауністичних комплексів.
Братська могила партизанів громадянської війни, військовополонених, радянських воїнів, пам’ятник землякам (іст.). Розташована у південній частині села, за 100 м на південь від залізничної станції Потоки. Поховано 86 чол. Серед них: 18 невідомих партизанів, які загинули на ст. Потоки у нерівному бою з німецькими інтервентами 1918 р., 68 воїнів із підрозділів 297-ї, 300-ї стрілецьких дивізій, які загинули в оборонних боях з німецькофашистськими загарбниками 3 вересня 1941 р. за сс. Дмитрівка, Кияшки, Кузьменки і ст. Потоки, розстріляних 1941 р. 5 військовополонених моряків, яких зняли з поїзду на ст. Потоки фашисти, та воїни 84-ї, 116-ї, 299-ї, 233-ї стрілецьких дивізій, які загинули під час звільнення села 27 вересня 1943 р. і в ході боїв за Дніпровський плацдарм. Прізвища відомі 19. Спочатку в цій могилі були поховані військовополонені моряки, а потім – у 1957 р. останки загиблих воїнів з різних місць села були перенесені до однієї братської могили.

У період з 1957 по 1976 рр. проводилися дозахоронення останків воїнів з сс. Базавлуки, Дмитрівка, Кияшки, Кузьменки, ст. Потоки. Прізвища їх невідомі. До речі, 1932 р. в с. Підлужжя новостворений колгосп був названий іменем «18 красних партизан». У 1957 р. на могилі встановлено залізобетонну скульптуру воїна (висота 2,5 м) на цегляному оштукатуреному постаменті. Біля підніжжя постаменту – 2 плити з пам’ятним написом і прізвищами 19 полеглих воїнів: 
«Вечная память и слава воинам, погибшим на фронтах Великой Отечественной войны 1941- 1945» та «Куда б ни шел, ни ехал ты, / Но здесь остановись. / Могиле этой дорогой / Всем сердцем поклонись», «Ст. сержант Шамало Г.А. 1943 Русаков М.С. 1943 сержант Баранов Н.А. 1943 ефрейторы Сергеев И.Н. 1943 Кодаркин П.А. 1943 Рядовые: Борзяк А.Н. 1943 Креймер Н.М. 1943 Яичков Л.П. -«- Яншин И.Я. -«- Филатов М.А. -«- Семейкин В.И. -«- Полотенцев Н.З. -«- Пануга М.Я. -«- Лукьянчук И.Г. -«- Козлов А.В. -«- Зайцев И.А. -«- Калушин А.П. -«-».
У 1975 р. перед пам’ятником встановлено 3 плити з чорного каменю (1,2 х 0,8 м) з пам’ятним написом і прізвищами 206 полеглих воїнів-земляків. У 2005 р. відбулася реконструкція братської могили. Залізобетонна скульптура воїна (вис. 3,0 м) встановлена на двоступінчатому цегляному постаменті (0,86 х 3,5 м і 2,0 х 1,6 х 1,6 м), обкладеному художньою цеглою. В центрі постаменту розміщені дві дошки з лабрадориту (1,0 х 0,45 м) з пам’ятним написом і прізвищами 20 загиблих воїнів. Перед пам’ятником встановлено горизонтальну стелу (0,75 х 0,40 х 1,22 х 2,40 м), на якій розміщені три дошки з сірого граніту (0,60 х 0,85 м) з пам’ятним текстом
(«Вечная память и слава воинамодносельчанам с. Дмитровки, павшим смертью храбрых в боях за Родину в период Великой Отечественной войны 1941-1945 гг.»)
і прізвищами 207 воїнівземляків із сіл Дмитрівської сільської ради – Базавлуки, Романи, Зубри, Кириленки, Кузьменки, Крамаренки, Кияшки, Підлужжя, Дмитрівка.

Пам'ятнийзнак жертвам голодомору (іст.). Розташований у східній частині сільського кладовища. Встановлений у листопаді 2007 р. в пам’ять односельчан, які померли від голодомору 1932-1933 рр. Хрест з чорного полірованого габро (1,20 х 0,28 м) вміщений на цегляному постаменті (0,86 х 0,98 х 0,98 м), обкладеному плитами сірого граніту. В центрі хреста пам’ятний напис:
«Ще й досі блукають їх душі, мов тіні, і хліба шукають по всій Україні. Землякам нашим старим, молодим і ненародженим. Жертвам голодомору 1932-1933 рр.»
Біля пам’ятного знака покладена земля зі всіх сіл Дмитрівської сільської ради, жителі яких постраждали під час голодомору.

## Населення
За переписом населення України 2001 року в селі мешкало 628 осіб.

### Мова
Розподіл населення за рідною мовою за даними перепису 2001 року:
| Мова       | Кількість | Відсоток |
| ---------- | --------- | -------- |
| українська | 652       | 95.04%   |
| російська  | 32        | 4.66%    |
| білоруська | 2         | 0.30%    |
| Усього     | 686       | 100%     |

## Економіка
- Нафтобаза ЗАТ «Калина ЛТД».
- «Дубки», база відпочинку.

## Відомі люди
- Кияшко Галина Володимирівна — українсько-нідерландська акторка, поетеса, телеведуча, журналіст.